# Sao kỳ lạ
Một ngôi sao kỳ lạ là một ngôi sao đặc giả thuyết bao gồm một thứ gì đó không phải là electron, proton, neutron hoặc muon, và cân bằng chống lại sự sụp đổ của lực hấp dẫn bởi áp suất suy biến hoặc các tính chất lượng tử khác. Các ngôi sao kỳ lạ bao gồm các ngôi sao quark (bao gồm các quark) và có lẽ các ngôi sao lạ (bao gồm các vật chất quark lạ, gồm các ngưng tụ của các quark lên, xuống và lạ), cũng như các ngôi sao tiền tố giả định (bao gồm các hạt, là các hạt giả thuyết và "tòa nhà các khối "của quark, nên các quark có thể phân hủy thành các hạt con thành phần). Trong số các loại ngôi sao kỳ lạ được đề xuất, bằng chứng rõ ràng nhất và được hiểu rõ nhất là ngôi sao quark.
Các ngôi sao kỳ lạ phần lớn chỉ có ý nghĩa về mặt lý thuyết - một phần vì khó kiểm tra chi tiết các dạng vật chất như vậy có thể hoạt động như thế nào, và một phần vì trước công nghệ thiên văn sóng hấp dẫn, không có phương tiện nào phát hiện ra các vật thể vũ trụ không tỏa ra điện từ hoặc thông qua các hạt đã biết. Vì vậy, vẫn chưa thể xác minh các vật thể vũ trụ mới có tính chất này bằng cách phân biệt chúng với các vật thể đã biết. Các ứng cử viên cho các sao như vậy đôi khi được xác định dựa trên bằng chứng gián tiếp thu được từ các thuộc tính quan sát được.

## Sao quark và sao lạ
Một ngôi sao quark là một vật thể được đưa ra giả thuyết, kết quả từ sự phân hủy neutron thành thành phần quark lên và xuống của chúng dưới áp lực hấp dẫn. Nó được dự kiến sẽ nhỏ hơn và đậm đặc hơn một ngôi sao neutron và có thể tồn tại ở trạng thái mới này vô thời hạn nếu không có thêm khối lượng nào được thêm vào. Thực tế, nó là một nucleon rất lớn. Những ngôi sao quark chứa vật chất lạ được gọi là những ngôi sao lạ.